# Eitr

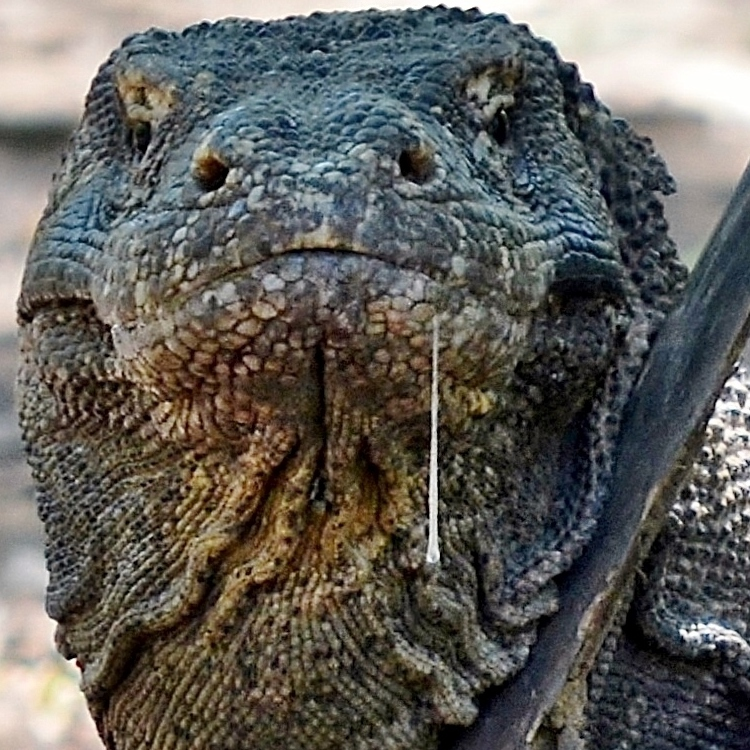
Eitr dégoulinant d'un dragon de Komodo.

Eitr (ou Atter) est un terme germanique plus ancien pour « fluide corporel toxique », en particulier le venin d'un animal venimeux, comme un serpent, un dragon ou un autre reptile. Il désigne aussi d'autres substances viles, corrompues ou morbides du corps, comme le pus d'une plaie ou d'une blessure, ainsi que des substances amères, telle que la bile,,. Au sens figuré, cela peut également signifier corruption morale ou corruption ; influence nocive ou corrompue, poison pour l'âme, mal, colère, envie, haine ; ainsi que destruction et mort,.
Aujourd'hui, l'Eitr est communément associé à la mythologie nordique, où il joue un rôle important dans divers contextes (voir la section suivante Dans la mythologie nordique).

## Étymologie
Eitr est dérivé du vieil anglais, ātor et ǣttor, qui dérivent à leur tour du proto-germanique occidental, qui provient du proto-germanique *aitrą, signifiant « poison, pus ». Lui-même provient en fin de compte d'une racine proto-indo-européenne de « gonfler ; gonflement, tumeur, abcès », apparenté au grec ancien οἶδος (oîdos), « gonflement, tumeur, abcès, produit par une action interne »,. Il est directement apparenté au vieux norrois : eitr et ses dérivés : islandais : eitur, norvégien : eiter, suédois : etter, danois : edder, ainsi qu'allemand : Eiter et néerlandais : etter, tous ayant une signification similaire. En scot, les termes apparentés sont atter et etter, signifiant diversement « poison », « matière purulente provenant d'une plaie » et « querelleur ».
Bien que principalement archaïque ou archaïsé en anglais (atter), le mot survit avec une certaine force dans d'autres langues. La forme islandaise eitur est le mot courant pour « poison », tandis que la forme suédoise etter est un mot pour « venin », ainsi que le sens poétique complet dans la langue dialectale et archaïsée.
Son dérivé, Eitry, signifie « venimeux », « toxique » ou « amer ». On le retrouve également dans des noms composés tels que le terme désormais dialectal pour une araignée Eitrcop, littéralement « Eitr-top » ou « atter-cup » (comparer à cobweb (toile d'araignée), auparavant (atter)copweb), apparenté au norvégien et danois, et suédois,,. On le retrouve également dans le terme Eitrlothe, qui signifie « antidote au poison ».

## Dans la mythologie nordique

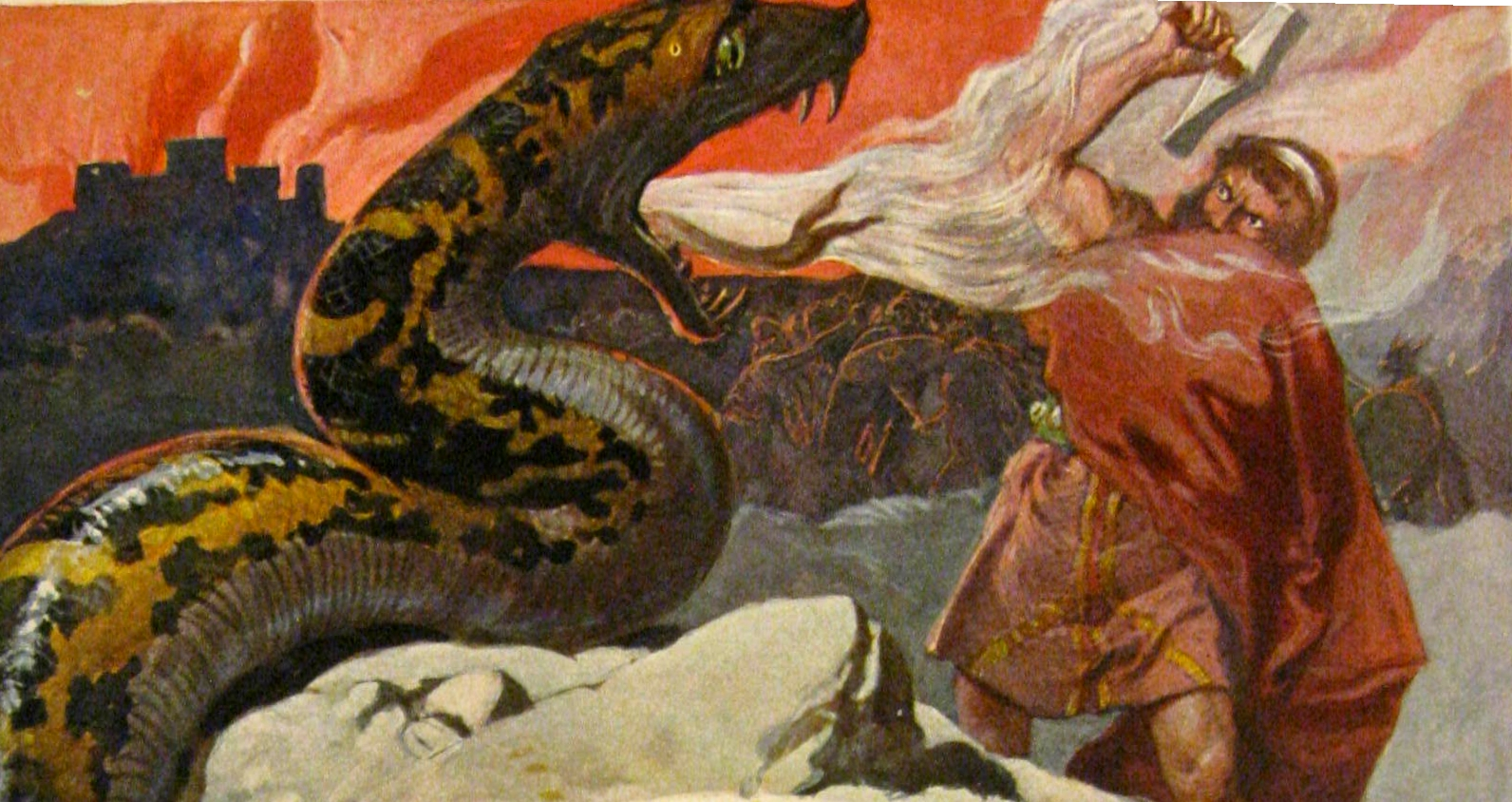
Jörmungandr souffle de l'encens sur Thor pendant Ragnarök, l'empoisonnant mortellement. Peinture d'Emil Doepler, 1905.

Dans la mythologie nordique, l'eitr joue un rôle important dans divers contextes. Dans une histoire de Gylfaginning, de l'eau est versée sur Loki par un serpent placé au-dessus de lui par Skaði. Dans une autre, il est soufflé par le dragon (en) Jörmungandr pendant le Ragnarök, entraînant la mort de Thor,[source insuffisante],. Aussi dans Gylfaginning, eitr est décrit comme se formant dans Ginnungagap, qui a donné naissance à l'être primordial Ymir,, comme décrit par le jötunn Vafþrúðnir dans Vafþrúðnismál :
| Texte en vieux norrois[source insuffisante]                                                                                 | Traduction d'Henry Adams Bellows (en)                                                                                                 |
| --- | --- |
| Ór Élivágum stukku eitrdropar, svá óx, unz varð jötunn; þar eru órar ættir komnar allar saman; því er þat æ allt til atalt. | Down from Elivagar did atter drop, And waxed till a giant it was; And thence arose our giants' race, And thus so fierce are we found. |